# Edy Portmann

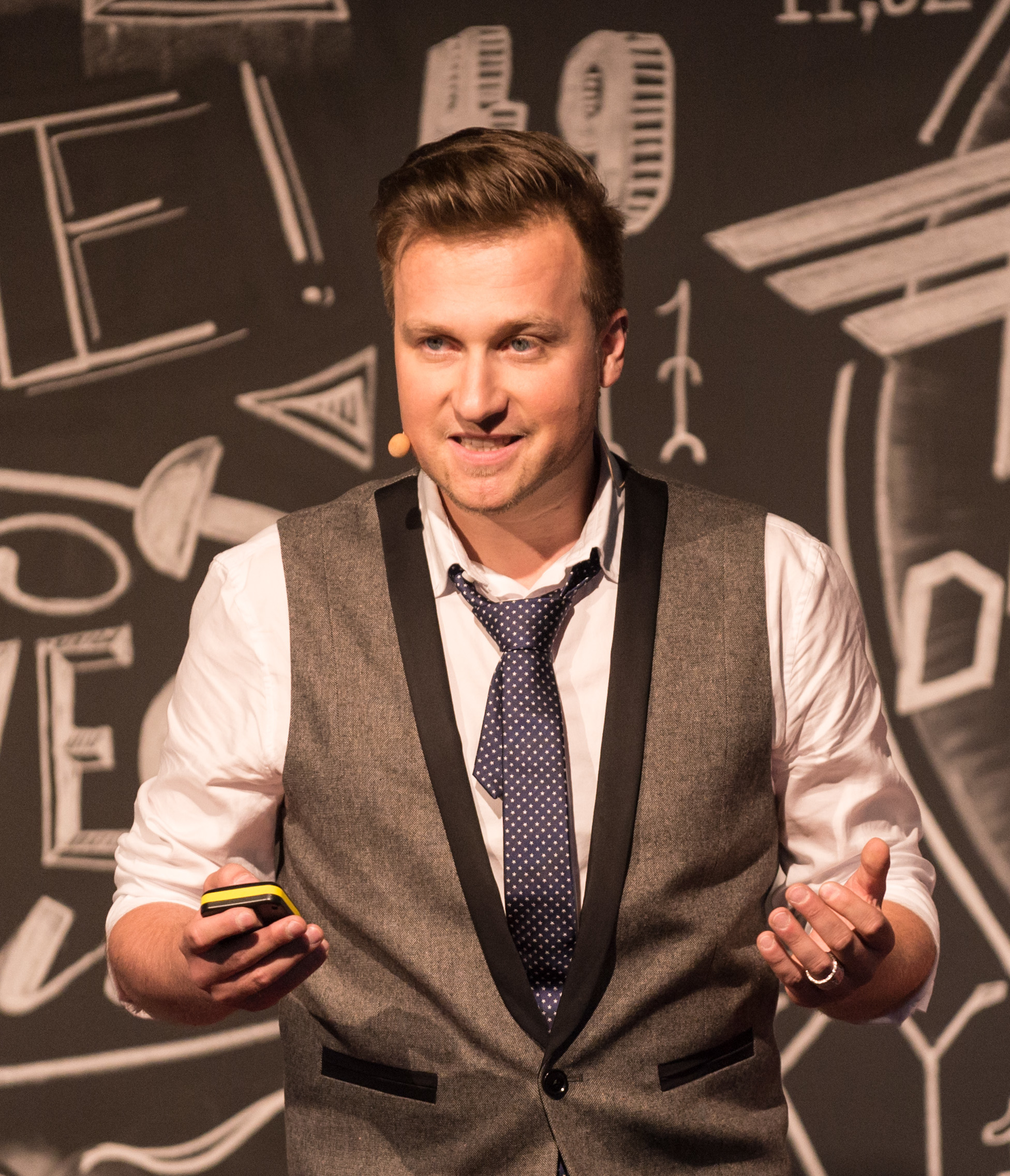
Edy Portmann (2014)

Edy Portmann (eigentlich Eduard Karl Portmann; * 13. August 1976 in Luzern) ist ein Schweizer Informatiker und  Hochschullehrer an der Universität Freiburg. Er beschäftigt sich mit ethisch-nachhaltigen Informationssystemen.

## Beruflicher Werdegang
Nach einer Lehre als Elektrotechniker studierte Edy Portmann an der Hochschule Luzern Wirtschaftsinformatik. Danach arbeitete er bei Swisscom, PricewaterhouseCoopers und Ernst & Young, bevor er an der Universität Basel einen Master in Wirtschaftswissenschaft abschloss. Er promovierte bei Andreas Meier an der Universität Freiburg in Informatik. Während seiner Dissertation im Bereich der Fuzzy-Logik  war er Gastforscher an der National University of Singapore.
Nach seinem Doktorat forschte Portmann mit einem Stipendium des Schweizerischen Nationalfonds im Bereich von Soft-Computing als letzter Postdoktorand von Lotfi Zadeh an der University of California, Berkeley. Anschliessend hatte er eine Professur der Schweizerischen Post, zuerst an der Universität Bern (als Assistenzprofessor) und danach an der Universität Freiburg, inne.
Portmann ist Direktor des transdisziplinären Human-IST Instituts der Universität Freiburg. Zudem ist er Vorstandsmitglied der Schweizer Informatik Gesellschaft und Präsident der Stiftung FMsquare. Er ist Mitherausgeber der Informatik Spektrum und schreibt für diese sowie für die Luzerner Zeitung regelmässig Kolumnen.

### Persönliches
Portmann lebt im Kanton Luzern  im Raum Sursee. Er ist verheiratet und Vater von drei Kindern.

## Forschungsschwerpunkte
Edy Portmann beschäftigt sich mit einer ethisch-nachhaltigen Digitalisierung der Gesellschaft. Er versucht Systeme mittels Rechnen mit Worten ethischer und humanistischer zu gestalten.

## Veröffentlichungen
- mit Gwendolin Wilke, Luis Terán, Sara D'Onofrio: Fuzzy Sets and Systems III., 2025, ISBN 978-3-031-99422-7.
- mit Gwendolin Wilke, Luis Terán, Sara D'Onofrio: Fuzzy Sets and Systems II., 2025, ISBN 978-3-031-99293-3.
- mit Gwendolin Wilke, Luis Terán, Sara D'Onofrio: Fuzzy Sets and Systems I., 2025, ISBN 978-3-031-98472-3.
- übersetzt von Enric Trillas: The Genesis of Logic., Springer, 2024, ISBN 978-3-031-55039-3.
- mit Sara D’Onofrio: Cognitive Computing. Springer, 2020, ISBN 978-3-658-27941-7.
- mit Toni Stucki, Sara D’Onofrio: Chatbots gestalten mit Praxisbeispielen der Schweizerischen Post. Springer, 2020, ISBN 978-3-658-28586-9.
- mit Andreas Meier: Fuzzy Leadership. Springer, 2019, ISBN 978-3-658-25594-7.
- mit Andreas Meier: Fuzzy Management. Springer, 2019, ISBN 978-3-658-26036-1.
- Fuzzy Humanist. Springer, 2019, ISBN 978-3-658-26891-6.
- mit Andreas Meier, Luis Teran: Applying Fuzzy Logic for the Digital Economy and Society. Springer, 2019, ISBN 978-3-030-03367-5.
- mit Marco Tabacchi, Rudolf Seising, Astrid Habenstein: Designing Cognitive Cities. Springer, 2019, ISBN 978-3-030-00317-3.
- mit Melody Reymond, Michael Kaufmann: Fiction x Science. Pako, 2018, ISBN 978-3-907589-02-1.
- Wirtschaftsinformatik in Theorie und Praxis. Springer, 2017, ISBN 978-3-658-17613-6.
- mit Andreas Meier, Kilian Stoffel, Luis Teran: The Application of Fuzzy Logic for Managerial Decision Making Processes. Springer, 2017, ISBN 978-3-319-54048-1.
- mit Andreas Meier: Smart City. Springer, 2016, ISBN 978-3-658-15617-6.
- mit Matthias Finger: Towards Cognitive Cities. Springer, 2016, ISBN 978-3-319-33798-2.
- The FORA Framework: Springer, 2013, ISBN 978-3-642-33233-3.
- Informationsextraktion aus Weblogs. VDM, 2008, ISBN 978-3-639-08526-6.